# Хайнрих III фон Зайн
Хайнрих III фон Зайн (на немски: Heinrich III von Sayn; der Große; * 1193; † 1 януари 1247, Бланкенберг), наричан Големия заради височината си, е граф на множество графства, фогт и последният граф на Графство Зайн.

## Биография
Той е син на Хайнрих II фон Зайн (1176 – 1203) и Агнес фон Зафенбург (1173 – 1200), дъщеря на граф Херман фон Зафенберг, граф и сеньор на Мюленарк († 1172).
Около 1215 г. Хайнрих III се жени чрез съдействието на папа Инокентий III за графиня Мехтхилд фон Ландсберг (* ок. 1203; † ок. 1291, Кьолн), единствената дъщеря на маркграф Дитрих фон Ландсберг, син на Дедо III Дебелия от Лужица, маркграф на Ландсберг, и Юта, дъщеря на ландграф Лудвиг III от Тюрингия. Мехтхилд донася в брака си наследството на майка ѝ, наследството на ландграфовете от Тюрингия на Среден Рейн. Двамата подаряват множество манастири. Хайнрих е приятел с поета и минизингера Райнмар фон Цветер. Графската двойка са близки с теолога Алберт Велики, който става съдия на Мехтхилд при нейните множество дарения.
През 1245 г. Хайнрих III дава на Бланкенберг (днес част от Хенеф) права на град.
Хайнрих III умира на Нова година 1246/1247 г. Със смъртта му през 1246 г. изчезва родът на старите графове на Зайн. Наследството на Графство Зайн преминава към дъщеря му Агнес († 1259), съпруга на граф Хайнрих фон Близкастел, и към сестра му Аделхайд фон Зайн († 1263), омъжена за граф Готфрид III фон Спонхайм († 1218) от Графство Спонхайм, и втори път за Еберхард Стари от Графство Еберщайн.
През 1263 г. неговите племенници Йохан I фон Спонхайм-Щаркенбург, Хайнрих I фон Хайнсберг и Симон I фон Спонхайм-Кройцнах, наследяват части от Графство Зайн, понеже полубрат им Еберхард (от втория брак на Аделхайд с графа на Еберщайн), който трябва да получи Графство Сайн умира рано. През 1294 г. братята разделят наследството си и с граф Хайнрих IV фон Сайн през 1606 г. линията Зайн-Спонхайм изчезва.